# Třída La Redoutable
Třída La Redoutable byla třída raketonosných ponorek francouzského námořnictva s jaderným pohonem. Skládala se ze šesti jednotek, La Redoutable, Le Terrible, Le Foudroyant, L'Indomptable, Le Tonnant a L'Inflexible, zařazených do služby v letech 1971-1985. Všechny jednotky postavila loděnice DCN v Cherbourgu. Jsou již vyřazeny. Kontrakt na demontáž pěti ponorek získala v říjnu 2016 loděnice DCNS. Ponorka Le Redoutable byla zachována jako muzejní loď.
Roku 2018 byla zahájena recyklace vyřazených ponorek. Likvidace každé z nich zabere cca 18 měsíců.

## Stavba
Jednotky třídy Le Redoutable:
| Jméno                | Spuštěna | Vstup do služby   | Status                                                      |
| -------------------- | -------- | ----------------- | ----------------------------------------------------------- |
| Le Redoutable (S611) | 1967     | 1971              | Vyřazena 1991. Muzejní loď v La Cité de la Mer v Cherbourgu |
| Le Terrible (S612)   | 1969     | 1. ledna 1973     | Vyřazena 1996.                                              |
| Le Foudroyant (S610) | 1971     | 6. června 1974    | Vyřazena 1998. Recyklace započata roku 2021.                |
| L'Indomptable (S613) | 1974     | 23. prosince 1976 | Vyřazena 2005. Recyklace provedena 2020–2021.               |
| Le Tonnant (S614)    | 1977     | 3. května 1980    | Vyřazena 1999. Recyklace provedena 2018–2020.               |
| L'Inflexible (S615)  | 1982     | 1. dubna 1985     | Vyřazena 2008.                                              |

## Konstrukce

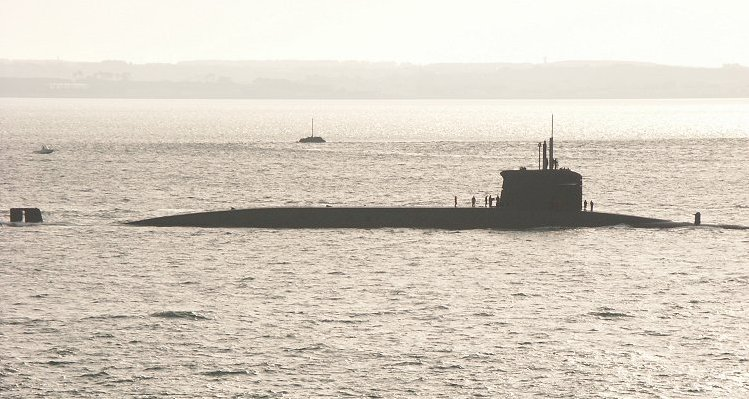
L'Inflexible (S615)

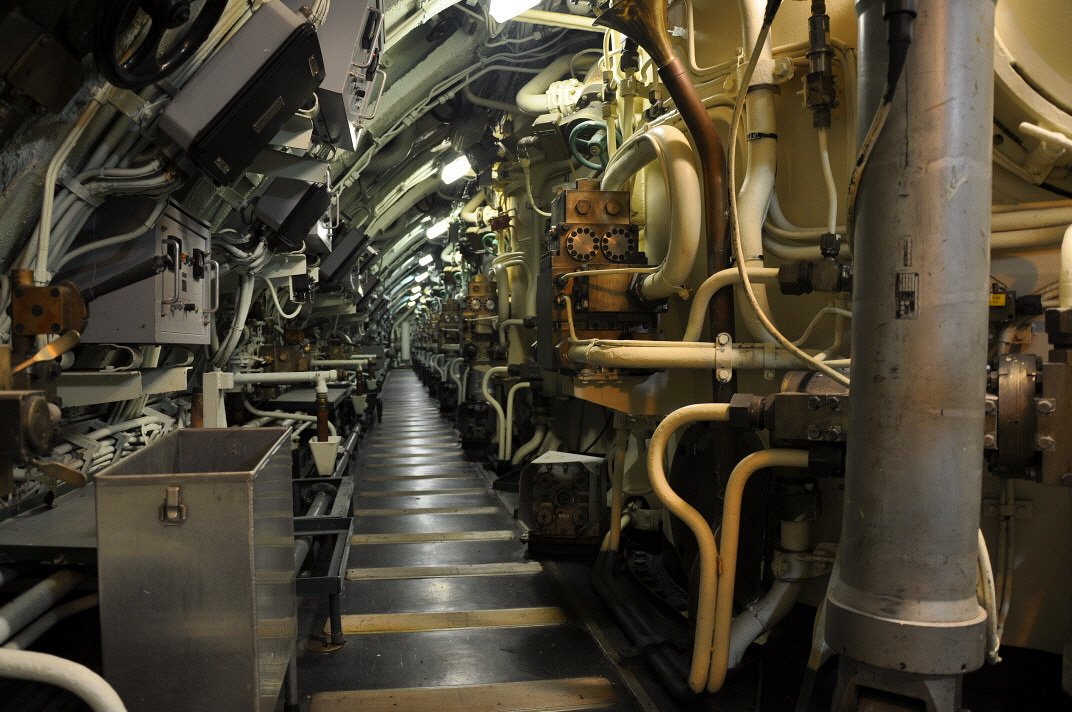
Interiér ponorky Le Redoutable (S611) – prostor sil pro balistické rakety

Prvních pět jednotek po dokončení neslo šestnáct balistických raket v silech umístěných za velitelskou věží, které doplňovaly čtyři 550mm torpédomety se zásobou 18 torpéd. La Redoutable a Le Terrible po dokončení nesly rakety M1 s doletem 2500 km a jadernou hlavicí o síle 500 kt. Le Foudroyant do služby vstoupila vybavena typem M2 s doletem 3000 km, zatímco L'Indomptable a Le Tonnant nesly novější typ M20 se stejným doletem, ale nesoucí termonukleární hlavicí o síle 1 Mt. V první polovině 80. let již neslo rakety M20 všech pět dokončených ponorek. V druhé polovině 80. let byly všechny, mimo La Redoutable, modernizovány. Dostaly 16 modernějších raket M4 a ze svých torpédometů mohly odpalovat protilodní střely Exocet. Rakety M4 měly dolet 4000 km a nesly šest jaderných hlavic TN-70 o síle 150 kt.
Poslední jednotka L'Inflexible byla postavena podle vylepšeného projektu. Měla například mírně delší trup, jinak tvarovanou věž a tišší chod. Jako první nesla rakety M4. Z torpédometů ráže 533 mm odpalovala mimo torpéd i protilodní střely Exocet.
Pohonný systém tvořil jeden tlakovodní reaktor, zásobující přes parní generátor dvojici parních turbín. Pomocný dieselelektrický agregát sloužil jako pomocný pohon v případě nouze. Lodní šroub byl jeden. Nejvyšší rychlost ponořeného člunu dosahovala 25 uzlů.